# Linia de Control

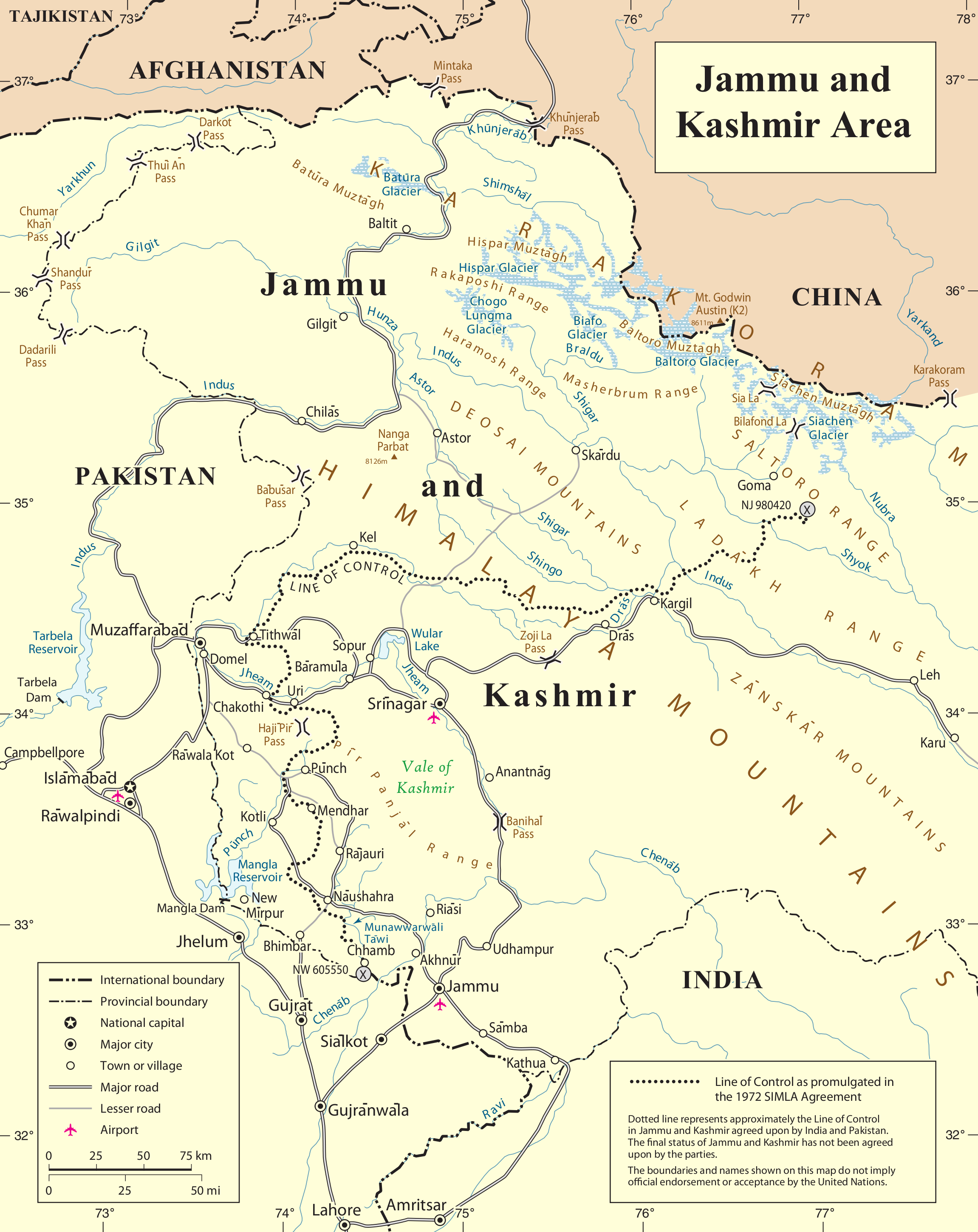
Hartă a Națiunilor Unite reprezentând Linia de Control. Ea nu este definită în apropierea ghețarului Siachen.

Linia de control (în engleză Line of Control, LoC) este o linie de demarcație cu scop militar între părțile controlate de India, respectiv Pakistan, din fostul stat princiar Jammu și Kashmir — linie care nu constituie o frontieră internațională recunoscută legal, ci servește drept graniță de facto. Ea a fost stabilită ca parte a Acordului de la Simla de la sfârșitul războiului indo-pakistanez din 1971. Ambele țări au convenit să dea liniei de încetare a focului numele de „Linia de Control” și s-au angajat să o respecte fără a aduce atingere pozițiilor lor respective. În afară de detalii minore, linia este aproximativ aceeași cu linia de încetare a focului din 1949.
Partea din fostul stat princiar aflată sub control indian este împărțită în teritoriile unionale Jammu și Kashmir, și Ladakh. Secțiunea controlată de pakistanezi este împărțită între provinciile Azad Kashmir și Gilgit-Baltistan. Cel mai nordic punct al Liniei de Control este cunoscut sub numele de NJ9842, dincolo de care se află ghețarul Siachen, care a devenit un măr al discordiei în 1984. La sud de Linia de Control (Sangam, râul Chenab, Akhnoor) se află granița dintre Punjabul pakistanez și provincia Jammu, care are un statut ambiguu: India o consideră o „frontieră internațională”, iar Pakistanul o denumește „graniță de lucru”.
O altă linie de încetare a focului separă statul Jammu și Kashmir, controlat de India, de zona controlată de China, cunoscută sub numele de Aksai Chin. Ea este situată mai la est și se numește Linia de Control Efectiv (în engleză Line of Actual ControlLAC).

## Context
După împărțirea Indiei, India și Pakistanul de astăzi și-au disputat statul princiar Jammu și Kashmir – India argumentând cu actul de aderare semnat de conducătorul țări, iar Pakistanul argumentând cu populația majoritar musulmană a statului. Primul Război din Kashmir din 1947 a durat mai mult de un an, până când s-a aranjat un armistițiu prin medierea ONU. Ambele părți au convenit asupra unei linii de încetare a focului.
După un alt război din Kashmir în 1965 și după războiul indo-pakistanez din 1971 (care a dus la independența Bangladeshului), au fost efectuate doar modificări minore la linia inițială de încetare a focului. În Acordul de la Simla din 1972, ambele țări au convenit să transforme linia de încetare a focului într-o „Linie de Control” și să o respecte ca pe o frontieră de facto care să nu poată fi încălcată prin acțiune armată. Acordul stabilea că „nicio parte nu va încerca să îl modifice unilateral, indiferent de diferendele reciproce și de interpretările juridice”. Grupul de Observatori Militari al Națiunilor Unite din India și Pakistan (UNMOGIP) avea rolul de a cerceta încălcările încetării focului, însă rolul său s-a diminuat după 1971. În anul 2000, președintele american Bill Clinton a numit subcontinentul indian și, în special, Linia de Control din Kashmir drept unul dintre cele mai periculoase locuri din lume.

## Caracteristici

### Relieful
Linia de Controlde la Kargil la Gurez cuprinde trecători montane și văi cu pâraie și râuri mici. Zona de până la aproximativ 4.300 m altitudine este împădurită, în timp ce vârfurile se înalță mai sus. Iarna este înzăpezită, în timp ce verile sunt blânde. De la Gurez la Akhnoor, zona este muntoasă, respectiv deluroasă și este în general acoperită cu păduri. Există poteci și drumuri secundare care leagă așezările. Amestecul factorilor de floră și altitudine afectează semnificativ vizibilitatea și distanța de vedere.

### Încălcări ale încetării focului
În 2018, două corpuri de armată și mai multe batalioane indiene ale Forței de Securitate a Frontierei au luat poziții pe partea indiană a Liniei de Control. Corpul Rawalpindi a ocupat poziții similare pe partea pakistaneză. Ambele părți au încălcat încetarea focului și s-au comportat simetric. Răspunsul la într-o anumită locație poate duce la împușcături într-o zonă complet diferită. Armele utilizate pe linia de control includ arme de calibru mic, grenade propulsate cu rachetă, puști fără recul, mortiere, lansatoare automate de grenade, lansatoare de rachete și o serie de alte arme directe și indirecte. Personalul militar de ambele părți riscă să fie împușcat de lunetiști în vehiculele în mișcare, prin vizoarele buncărelor și în timpul meselor.
Populația civilă din zona Liniei de Control complică situația, întrucât există așezări umane mai depărtate decât postul militar cel mai avansat. Bombardamentele și focurile de armă de ambele părți de-a lungul liniei de control au dus și la decese în rândul civililor. Au fost construite buncăre pentru aceste populații civile, pentru protecție în perioadele de încălcare a încetării focului. India și Pakistanul raportează de obicei victime doar de propriile părți ale Liniei de Control, mass-media din fiecare țară dând vina pe cealaltă parte pentru împușcături, iar fiecare parte susținând că au avut loc represalii adecvate.
Conform lui Happymon Jacob, printre motivele pentru desfășurarea operațiunilor de încălcare a încetării focului de-a lungul Liniei de Control se numără motive operaționale (construcții de apărare, cum ar fi facilități de observare, regula armei, lipsa mecanismelor bilaterale pentru gestionarea frontierelor, trăsături de personalitate și starea emoțională a soldaților și comandanților), motive politico-strategice, răspuns proporțional (acapararea de teritorii, declanșarea atacurilor cu lunetă, atitudinea de tip „sunt mai bun decât tine”, focuri de armă pentru răzbunare), operațiuni accidentale (legate de civili, lipsa de claritate a limitei) și alte motive (cum ar fi testarea noilor soldați, onoarea, prestigiul și umilința, distracția, spiritul de joc). Jacob clasifică motivele operaționale drept principala cauză a accidentelor comerciale cu victime, urmate fiind de motivele retributive și politico-strategice.

### Mine terestre și dispozitivele improvizate
De-a lungul graniței dintre India și Pakistan și în zona de control au fost instalate mine în 1947, 1965, 1971 și 2001. Mica fâșie de pământ dintre rândurile de garduri este plină cu mii de mine terestre. În timpul confruntării dintre India și Pakistan din 2001–2002, sute de hectare de teren de-a lungul Liniei de Control au fost minate. Atât civili, cât și personal militar de ambele părți au murit în explozii legate de mine și dispozitive explozive improvizate, iar mulți alții au fost răniți. Între ianuarie 2000 și aprilie 2002, 138 de militari au fost uciși de partea indiană.

### Posturi și buncăre
Posturi și buncăre din beton armat și din saci de nisip se numără printre primele linii de apărare de-a lungul Liniei de Control. Pozițiile sunt ocupate de soldați înarmați care au suficiente provizii pentru cel puțin o săptămână. Posturile și buncărele le permiteau soldaților să doarmă, să gătească și să supravegheze pozițiile inamice non-stop. Unele posturi sunt situate în locații izolate. Transportul încărcăturilor se face adesea cu animale de povară, iar la unele posturi chiar se cresc astfel de animale. Cazărmile și buncărele sunt situate la o oarecare distanță unul de celălalt. Amplasarea unor posturi nu respectă niciun plan prestabilit, ci se află în locații folosite în timpul Primului Război din Kashmir și al liniei de încetare a focului care a urmat, cu ajustări minore făcute în 1972.

### Gardurile indiene

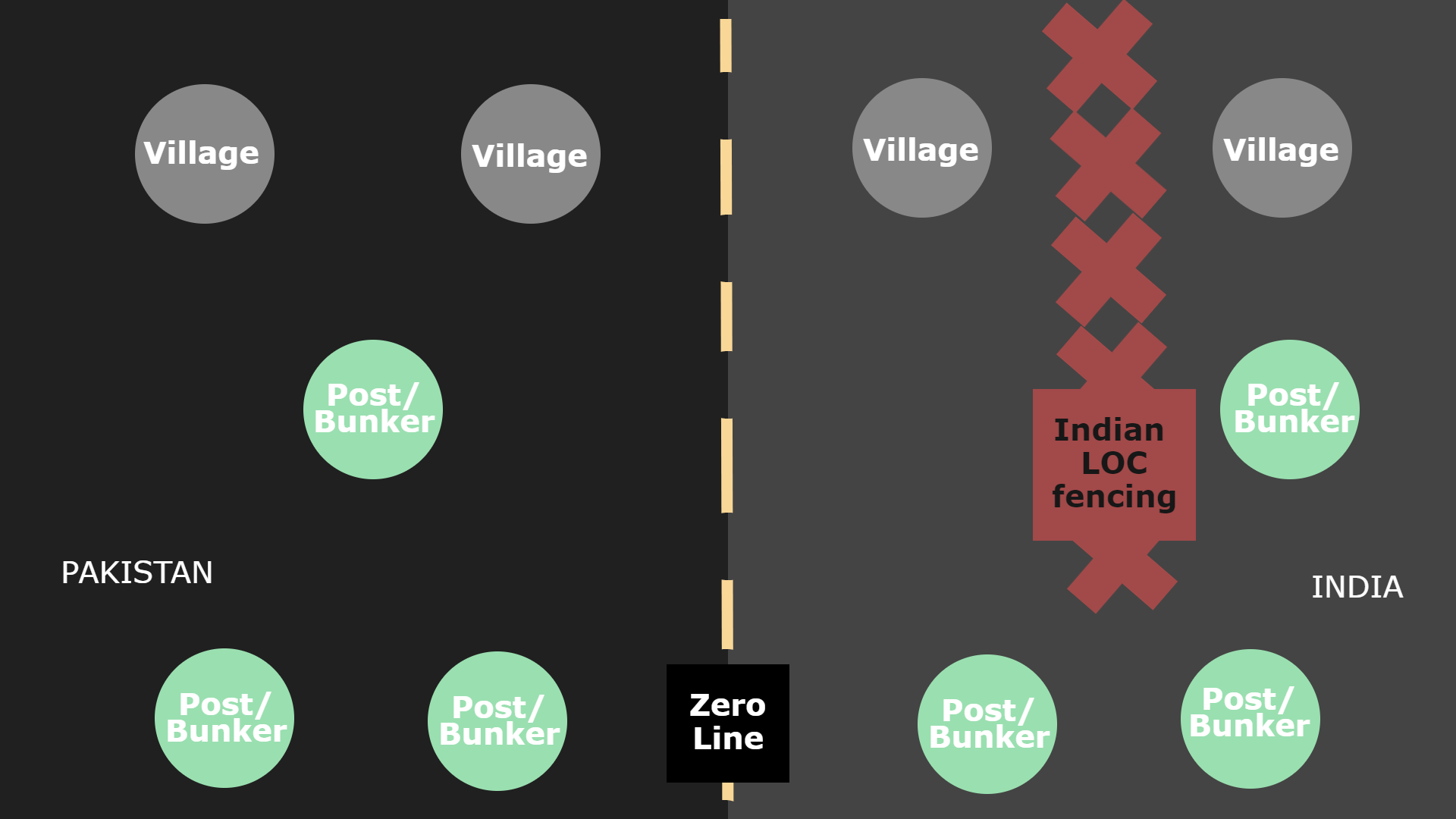
Garduri indiene în raport cu linia zero, satele și posturile/buncărele de-a lungul Liniei de Control.

Până în 2004, India construise o barieră lungă de 550 km, de-a lungul Liniei de Control care are 740–776 km. Gardul se află în general la aproximativ 150 yarzi (140 m) în interiorul părții controlate de indieni. Scopul său declarat este de a bloca contrabanda cu arme și infiltrarea de către militanți separatiști veniți din Pakistan. Bariera, denumită Sistemul de Obstacole Antiinfiltrare (AIOS), constă din două rânduri de garduri și sârmă tip acordeon de 2,4–3,7 m înălțime și este electrificat și conectat la o rețea de senzori de mișcare, dispozitive de imagistică termică, sisteme de iluminat și alarme. Acestea acționează ca „semnale rapide de alertă” pentru trupele indiene, care pot fi alertate și îi pot ataca pe cei care încearcă să se strecoare.
Construcția barierei a început în anii 1990, dar a încetinit la începutul anilor 2000, pe măsură ce ostilitățile dintre India și Pakistan se intensificau. După un acord de încetare a focului din noiembrie 2003, construcția a fost reluată și finalizată la sfârșitul anului 2004. Gardurile de pe Linia de Control au fost finalizate în Valea Kashmirului și în regiunea Jammu la 30 septembrie 2004. Potrivit unor surse militare indiene, gardul a redus cu 80% numărul militanților care trec în mod obișnuit în partea indiană a regiunii disputate. În 2017, a fost acceptată o propunere pentru un gard inteligent modernizat pe partea indiană.

### Satele de graniță
Există mai multe sate aflate între gardul indian și linia zero. Pakistanul nu a construit un gard la graniță, însă are și el o serie de sate în apropierea liniei zero. În zona Tithwal, 13 sate se află în fața gardului indian. Numărul total al așezărilor dintre gard și linia zero de pe partea indiană este estimat la 60 de sate și cel puțin un milion de oameni sunt răspândiți în districtele adiacente Liniei de Control, de la Rajouri la Bandipora.

### Infiltrările și mișcările militare peste Linia de Control
Potrivit Ministerului de Interne al Indiei, 1504 „teroriști” au încercat să se infiltreze în India în 2002. Infiltrarea a fost una dintre principalele probleme ale Indiei în timpul confruntării dintre India și Pakistan din 2001–2002. De-a lungul anilor, s-a înregistrat o scădere a infiltrărilor. Doar câteva persoane reușesc; în 2016, Ministerul a raportat 105 infiltrări reușite. Gardul indian de pe Linia de Control a fost construit cu o mentalitate defensivă pentru a contracara infiltrarea. Reducerea infiltrării indică și o reducere a sprijinului pentru astfel de activități în Pakistan. În timpul atacului aerian de la Balakot din 2019, avioanele indiene au traversat zona de control pentru prima dată în 48 de ani.

### Puncte de trecere
În urma cutremurului din Kashmir din 2005, Pakistanul și India au desemnat oficial cinci puncte de trecere a Liniei de Control — Nauseri-Tithwal; Chakoti-Uri; Hajipur-Uri; Rawalakot-Poonch și Tattapani-Mendhar.
Conform Legii din 2016 privind Autoritatea pentru Călătorie și Comerț peste Linia de Control dintre Azad Jammu și Kashmir, sunt enumerate următoarele puncte de trecere:
- Rawalakot–Poonch
- Chakothi-Uri
- Chaliana–Tithwal
- Tatta Pani–Mendher
- Haji Peer–Silli Kot

Chakothi – Salamabad și Rawalakot (Titrinote) – Poonch (Chakkan-da-Bagh) sunt puncte comerciale. Ordonanța a fost adoptată în 2011.
Între 2005 și 2017, conform cifrelor Autorității de Călătorie și Comerț, în Muzaffarabad, numărul indienilor din Kashmir care au trecut granița în Pakistan a fost de aproximativ 14.000, în timp ce aproximativ 22.000 au trecut înspre partea indiană. Traversarea legală a frontierei pentru civili nu este ușoară. Autoritățile din ambele țări solicită și verifică o serie de documente, inclusiv dovada existenței unor membri ai familiei de cealaltă parte. Chiar și o traversare temporară, pe termen scurt, invită la interogatorii din partea agențiilor guvernamentale. Armatele indiană și pakistaneză folosesc aceste puncte de trecere pentru întâlniri cu steaguri și pentru schimbul de dulciuri în timpul ocaziilor speciale și al festivalurilor. Pe 21 octombrie 2008, pentru prima dată în 61 de ani, s-a desfășurat comerț între cele două părți în zona Liniei de Control. Comerțul în zonă se bazează pe troc. În zece ani, au trecut prin punctul de trecere Chakothi – Salamabad bunuri în valoare de 114,46 miliarde de rupii pakistaneze sau ₹5.000 crore (US$700 million).

#### Chilliana – Teetwal
Punctul de trecere de la Teetwal se află pe râul Neelum, între Muzaffarabad și Kupwara. De obicei, este deschis doar în lunile de vară și, spre deosebire de celelalte două puncte de trecere, este deschis doar pentru circulația persoanelor, nu și pentru comerț. Podul Tithwal, construit pentru prima dată în 1931, a fost reconstruit de două ori.

#### Chakothi – Salamabad
Punctul de trecere Salamabad, sau Postul Kamran, se află pe drumul dintre Chakothi și Uri, în districtul Baramulla din Jammu și Kashmir. Este o rută majoră pentru comerțul și călătoriile peste Linia de Control. Pe partea indiană sunt planificate facilități bancare și un centru de facilitare a comerțului. Numele englezesc al podului din Uri se traduce prin „Podul Păcii”. Armata indiană l-a reconstruit după cutremurul din Kashmir din 2005, când un munte de pe partea pakistaneză s-a prăbușit. Această rută a fost deschisă pentru comerț în 2008, după ce a fost închisă timp de 61 de ani. Autobuzul Srinagar–Muzaffarabad traversează acest pod.

#### Tetrinote – Chakan Da Bagh
Un drum leagă Kotli și Tatrinote, de partea pakistaneză a Liniei de Control, de districtul indian Poonch din Jammu și Kashmir prin punctul de trecere Chakan Da Bagh. Este o rută majoră pentru comerțul și călătoriile peste Linia de Control. Pe partea indiană sunt planificate facilități bancare și un centru de facilitare a comerțului, în folosul comercianților.
Majoritatea întâlnirilor dintre forțele de securitate indiene și pakistaneze au loc aici.

#### Tattapani – Mendhar
Al patrulea punct de trecere a frontierei dintre Tattapani și Mendhar a fost deschis pe 14 noiembrie 2005.

## Impactul asupra civililor
Linia de Control a împărțit Kashmirul în două și a închis ruta văii Jhelum, singura cale de intrare și ieșire din Valea Kashmiri din Punjabul pakistanez. Această împărțire teritorială a divizat multe sate și a separat membrii unor familii. Unele familii se puteau vedea doar de-a lungul Liniei de Control în locații precum râul Neelum, dar nu puteau să se întâlnească. În anumite locații, femeile de partea pakistaneză a Liniei de Control au jucat un rol esențial în influențarea infiltrărilor și încălcărilor încetării focului; ele se adresau direct taberelor armatei pakistaneze din apropiere și le cereau oprirea infiltrărilor, ceea ce a redus focurile de armă trase de India peste Linia de Control.

## În cultura populară
Printre documentarele care relatează despre Linia de Control și evenimentele conexe se numără „O călătorie prin râul Vitasta”, „Line of Control” de Raja Shabir Khan și „Kargil: Valour & Victory” difuzat de HistoryTV18. Printre filmele de la Bollywood despre conflictul de la Kargil din 1999 s-au numărat și reprezentări și scene ale Liniei de Control, inclusiv LOC: Kargil (2003), Lakshya (2004) și Gunjan Saxena: The Kargil Girl (2020). Alte filme de la Bollywood sunt Uri: The Surgical Strike (2019) și Bajrangi Bhaijaan (2015), precum și emisiuni de televiziune disponibile în streaming, cum ar fi Avrodh (2020).